# ダブリン城

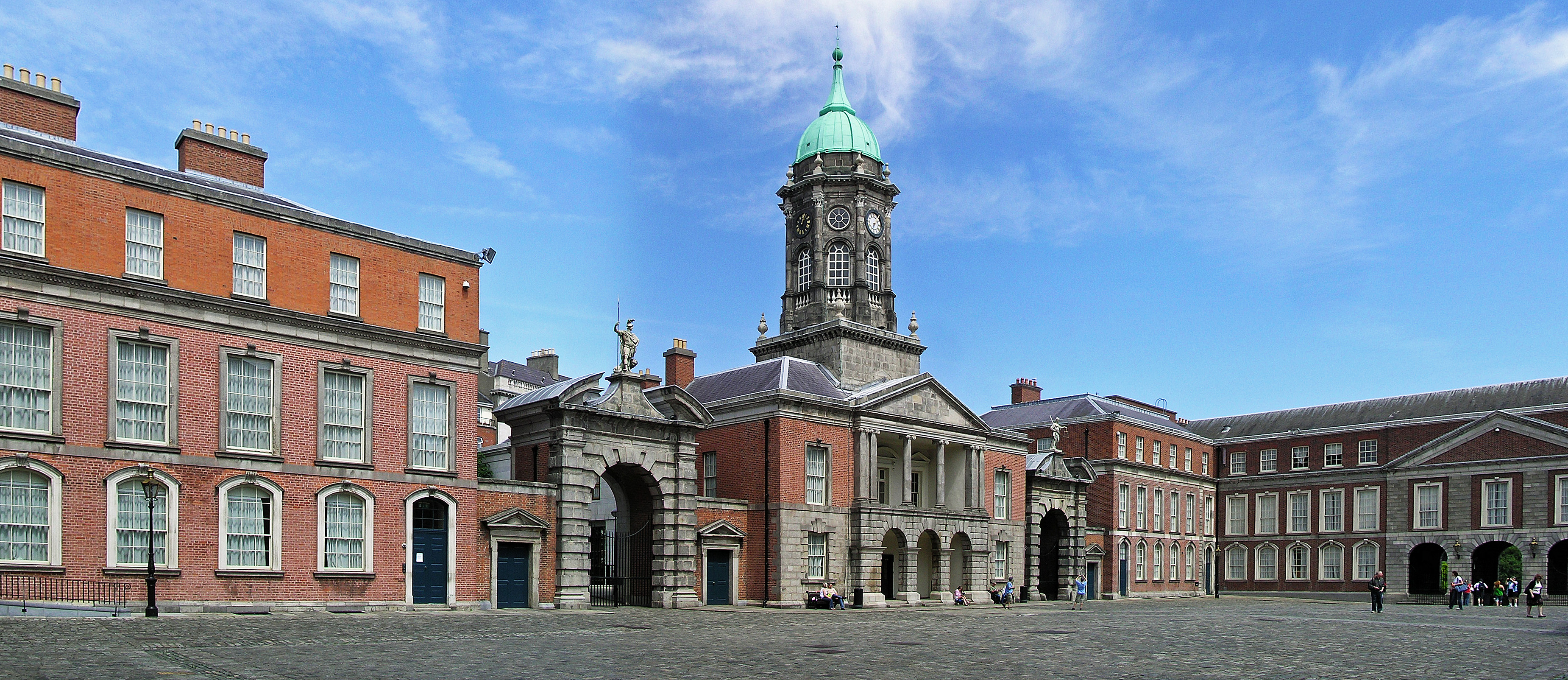
ダブリン城

ダブリン城（ダブリンじょう、Dublin Castle）は、アイルランドのダブリンにある城。旧市街中心部のデイム・ストリート（Dame Street）にある。
城のある場所は、10世紀にヴァイキングの砦があった場所である。1170年にノルマン人により征服され、1204年から1230年にかけて拡張された。1226年に建てられたレコード・タワーは、今日までその当時の姿をそのままに留めている。現在まで残っている建物は、ほとんどが18世紀から19世紀に建てられたものである。

1922年までこの城には、イギリスの総督府（アイルランド総督 (ロード・レフテナント)）が置かれていた。代表的な広間であるステート・アパートメントは、1680年から1830年にかけて作られたもので、今でも国の重要な式典の際に使用されている。たとえば、大統領就任式、ヨーロッパ議会の会議などで、前回使用されたのは2004年である。かつての王の礼拝堂（チャペル・ロイヤル）は18世紀のもので、1943年に三位一体教会の名で、ローマカトリックの教会になった。今日では、文化センターのようなものとして使われている。
2000年2月7日、ダブリン城敷地内にチェスター・ビーティ図書館が開館した。東洋美術及び古文書を専門とする博物館である。